# Federacja Szachowa Stanów Zjednoczonych
Federacja Szachowa Stanów Zjednoczonych (ang. United States Chess Federation, USCF) – organizacja typu non-profit zarządzająca rozgrywkami szachowymi w Stanach Zjednoczonych, członek Międzynarodowej Federacji Szachowej (FIDE).

## Historia i założenia
USCF powstała w 1939 roku, po połączeniu Amerykańskiej Federacji Szachowej (American Chess Federation) i Narodowej Federacji Szachowej (National Chess Federation). Głównym zadaniem zjednoczonej federacji było unormowanie przepisów rozgrywania turniejów szachowych, w tym sposobu wyłaniania mistrza Stanów Zjednoczonych, a także opracowanie regulaminu powoływania reprezentacji narodowej do udziału w rozgrywkach międzynarodowych (głównie w olimpiadach szachowych). USCF wprowadziła liczbowy system klasyfikacji szachistów, którzy brali udział w organizowanych przez nią turniejach. Na początku lat sześćdziesiątych wprowadziła w życie ranking szachowy opracowany przez Arpada Elo. W 1970 roku FIDE zaadaptowała system profesora Elo do rozgrywek międzynarodowych. W 1972 roku, po zdobyciu przez Bobby Fischera tytułu mistrza świata, USCF przeżyła ogromny wzrost popularności. Liczba członków federacji podwoiła się wówczas w ciągu jednego roku. Fala zainteresowania szachami w USA jednak szybko opadła po wycofaniu się Fischera z oficjalnych rozgrywek. Rekordową liczbę członków z 1974 roku Federacja osiągnęła dopiero po 18 latach, w 1992 roku.
Obecnie Federacja zrzesza ponad 90 tys. zarejestrowanych członków oraz około 2200 klubów szachowych. W rozgrywkach organizowanych przez USCF na terenie Stanów Zjednoczonych corocznie bierze udział ponad 100 tys. szachistów. Wzrost zainteresowania szachami w ostatnich latach jest związany głównie z programem nauczania szachów w amerykańskich szkołach. Federacja wspiera powstawanie klubów szachowych w szkołach podstawowych i średnich, propaguje naukę szachów jako doskonałą metodę rozwijania logicznego myślenia, cierpliwości i samodyscypliny. USCF jest wydawcą oficjalnego miesięcznika szachowego „Chess Life”.